# Wilhelm Busch (Mediziner)

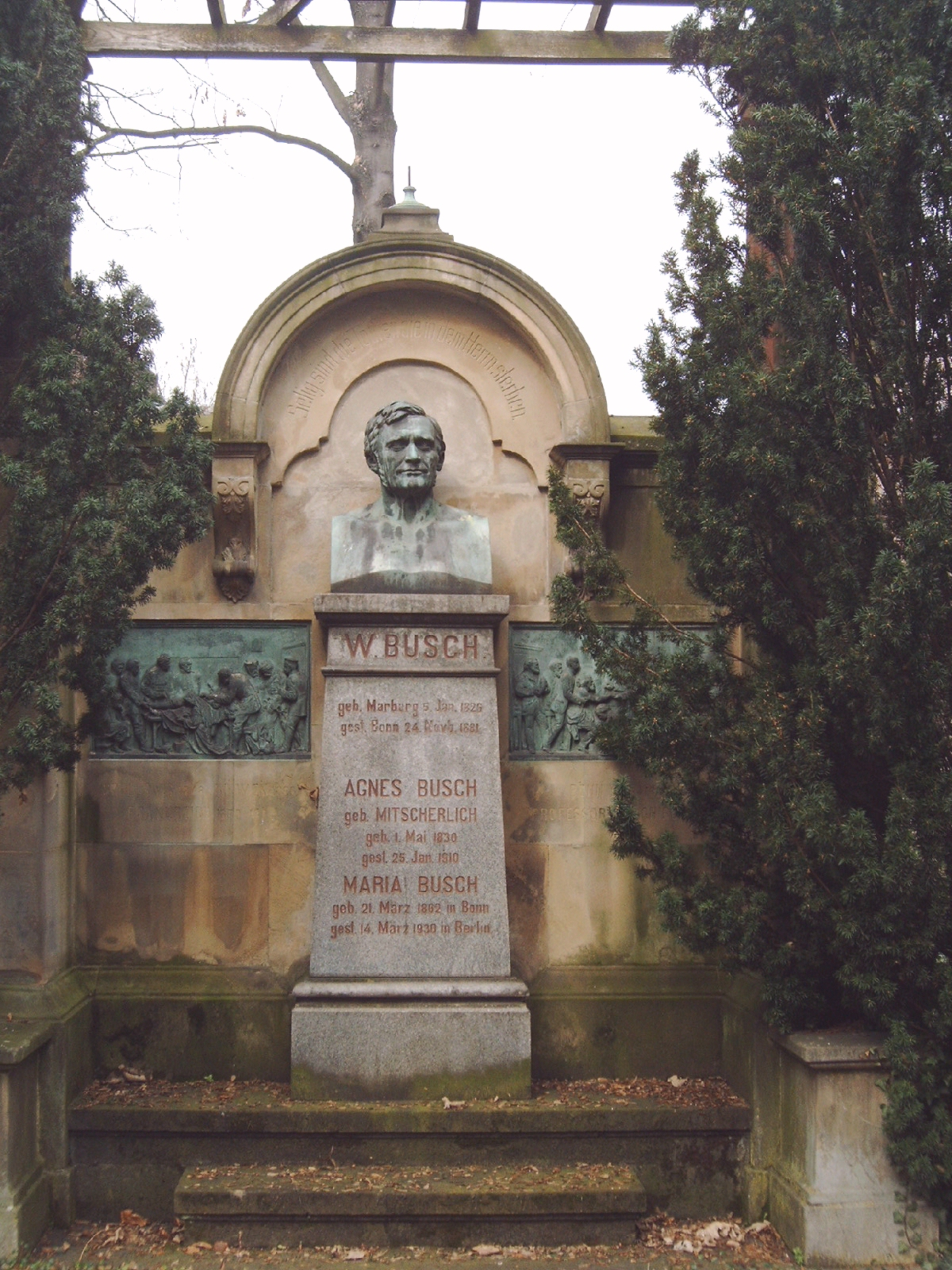
Grab Wilhelm Buschs auf dem Alten Friedhof in Bonn

Karl David Wilhelm Busch (* 5. Januar 1826 in Marburg; † 24. November 1881 in Bonn) war ein deutscher Chirurg und Hochschullehrer.

## Leben
Busch war Sohn des Chirurgen Wilhelm Busch. Er studierte ab 1844 Medizin an der Friedrich-Wilhelms-Universität Berlin und befasste sich mit Zoologie und Anatomie. In der Preußischen Armee diente er 1848 im Schleswig-Holsteinischen Krieg in Schleswiger Lazaretten. Im selben Jahr promovierte er in Berlin mit einer Dissertation bei Johannes Peter Müller zum Dr. med.
1851 ging er an die Königliche Chirurgische Universitätsklinik Berlin zu Bernhard von Langenbeck, bei dem er sich schon 1852 habilitierte. 1855 wurde er a. o. Professor an der Rheinischen Friedrich-Wilhelms-Universität Bonn. Zugleich arbeitete er am St.-Johannes-Hospital in Bonn. 1862/63 amtierte er als Rektor der Universität. 1866 nahm er am Deutschen Krieg teil, nach dem er zum Geh. Medizinalrat ernannt wurde. Inzwischen Direktor der Chirurgischen Klinik vom Universitätsklinikum Bonn, dokumentierte er 1867 die weltweit erste Krebsimmuntherapie. Im Deutsch-Französischen Krieg war er Beratender Chirurg und Generalarzt. Er war Mitglied der Gesellschaft Deutscher Naturforscher und Ärzte.
Buschs Publikationen und Vorträge widmeten sich Themen der Vergleichenden Anatomie, Physiologie und Pathologie sowie der heutigen Fächer Ophthalmologie, Urologie, Hals-Nasen-Ohren-Heilkunde und Unfallchirurgie. Er starb mit 55 Jahren an einer perforierten Appendicitis.
Busch war seit dem 20. März 1849 Mitglied der Freimaurerloge Pilgrim in Berlin. Am 6. Dezember 1857 trat er als Gründungsmitglied der seinerzeit in Bonn wiederbegründeten Loge Friedrich Wilhelm zum eisernen Kreuz bei.
Verheiratet war Busch mit Agnes Sophia Friederika (1830–1910), Tochter des Chemikers und Mineraloge Eilhard Mitscherlich. Seine älteste Tochter, Agnes Laura Carolina (* 1854), heiratete den Maler und Autor von Kunst-Lehrbüchern Ernest Preyer, deren Tochter war die Malerin Ada Haseloff-Preyer. Die jüngere Tochter Frida (26. August 1868 – 31. August 1961) war die erste Bonner Medizinstudentin und erhielt 1903 als erste Frau die Doktorwürde der Medizinischen Fakultät der Rheinischen Friedrich-Wilhelms-Universität verliehen.
Busch starb an den Folgen einer Blinddarmentzündung. Seine Grabstätte befindet sich auf dem Alten Friedhof Bonn.

## Werke
- De selachiorum et ganoideorum encephalo. Berlin 1848, doi:10.5962/bhl.title.5779 (Dissertation)
- Beobachtungen über Anatomie und Entwickelung einiger wirbellosen Seethiere. Berlin 1851, doi:10.5962/bhl.title.9438
- Chirurgische Beobachtungen gesammelt in der Königl. chirurgischen Universitäts-Klinik zu Berlin. Berlin 1854.
- Lehrbuch der Chirurgie, 2 Bände. Berlin 1857–1869.